# Bramborníček černohlavý
Bramborníček černohlavý (Saxicola rubicola) je druh ptáka z čeledi lejskovití.

## Popis
Je menší než vrabec. Sameček má černou hlavu a hřbet, bílý proužek na černém křídle a rezavě hnědou hruď.

## Hnízdění
Živí se hlavně drobným hmyzem. Hnízdo si staví na zemi v husté trávě, samička snáší 5 až 6 nazelenalých vajec s jemnými rezavými skvrnami a sama je zahřívá, na péči o mláďata se však podílí i sameček.
Populační trend v Česku je nejistý.